# ABBA: The Museum
ABBA: The Museum es una exposición interactiva sobre la banda de pop sueca ABBA, inaugurado en Estocolmo, Suecia en mayo de 2013. Las obras recopiladas por el grupo ABBA se exhiben en un encuadre contemporáneo e interactivo en Djurgården, Estocolmo.
ABBA: The Museum no es, a pesar de su nombre, un museo al uso, porque no tiene ninguna colección, ni fin más allá de obtener beneficio. No es un miembro de ICOM o Riksförbundet Sveriges museer.

## Atracciones y xposiciones
Las exposiciones incluyen:
- El piano de Benny - Un piano qué está conectado al piano propio de Benny en su casa, así que suena cuando él toca.
- Waterloo - Una sección,  recreada según su actuación en Brighton en el Festival de la Canción de Eurovisión 1974, tiene una colección de muchos elementos de aquel acontecimiento.
- El Estudio Polar - Una recreación de los Polar Studios en los que ABBA grabó la mayoría de su música más tardía,  se pueden ver muchos elementos utilizados en el estudio.
- El Folkpark - La recreación del sitio del primer encuentro de ABBA.
- Guías de audio - Un tour con audioguía, escrito por Catherine Johnson, el escritor del guion para Mamma Mia!.
- Ring Ring - Un teléfono especial del que sólo los cuatro miembros de ABBA saben el número.

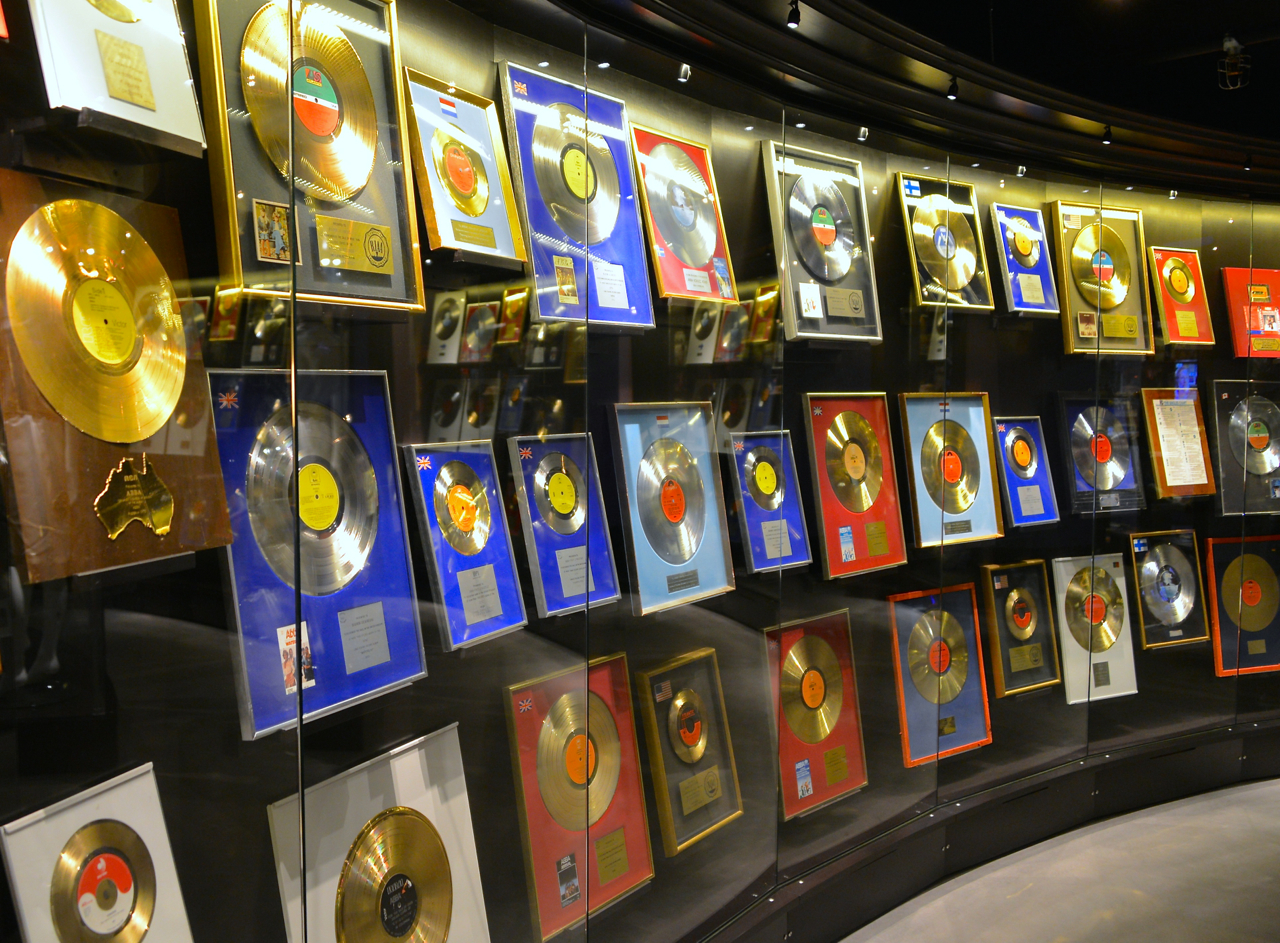
Sala de oro.
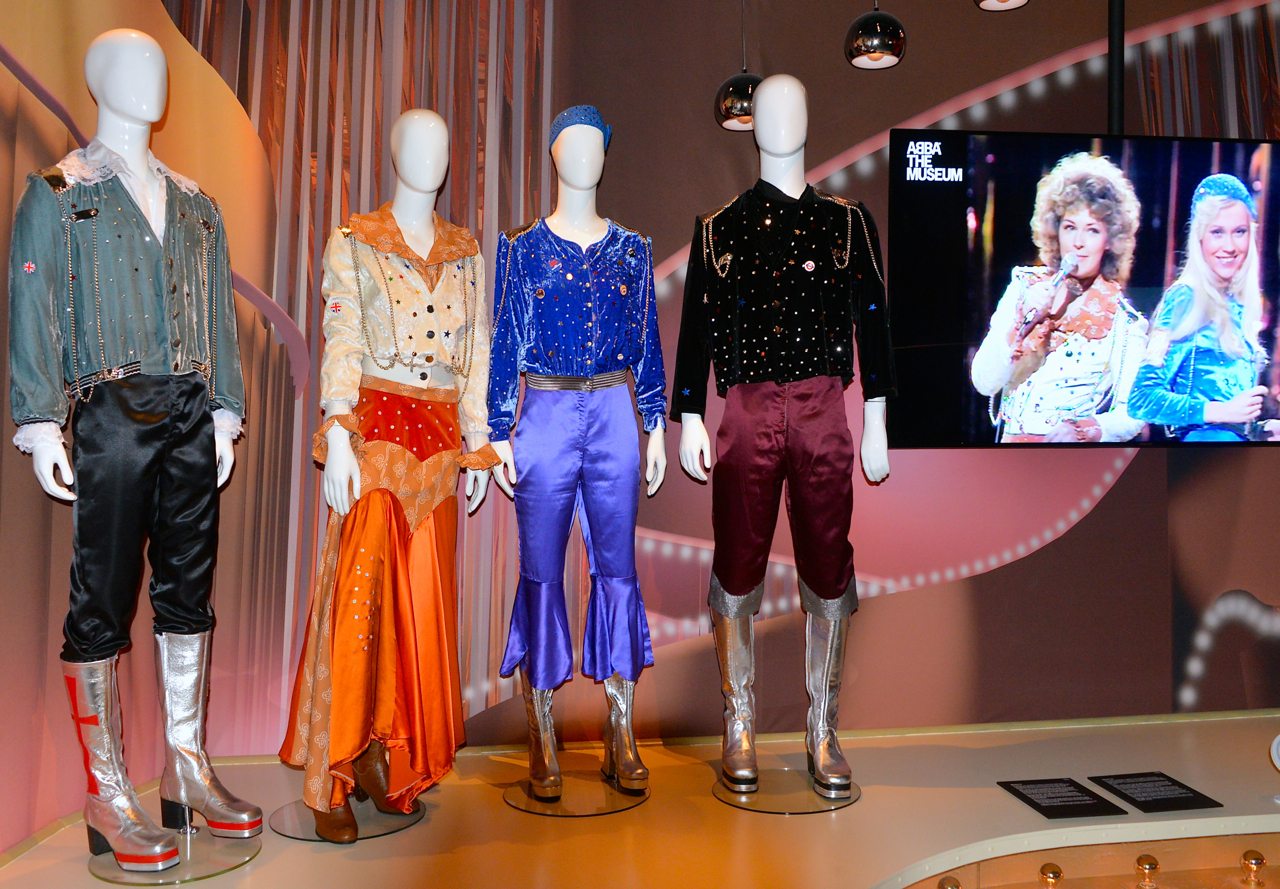
Sala Waterloo.